# اثبوت (المهرة)

تعديل مصدري - تعديل

اثبوت هي إحدى قرى عزلة حبروت بمديرية شحن التابعة لمحافظة المهرة، في اليمن. بلغ تعداد سكانها 20 نسمة حسب تعداد اليمن لعام 2004.